# Naissance en 852
Naissance
- 848
- 849
- 850
- 851
- 852
- 853
- 854
- 855
- 856

Cette page dresse une liste de personnalités nées au cours de  l'année 852 :
- 5 décembre : Taizu, général chinois puis Jiedushi (gouverneur militaire) de la fin de la dynastie Tang.

- Nicolas Ier Mystikos, patriarche de Constantinople.

date incertaine (vers 852)
- Abul Mansûr Al Mâturîdî, théologien sunnite originaire d'Ouzbékistan.

## Crédit d'auteurs
- Cet article est partiellement ou en totalité issu de l'article intitulé « 852 » (voir la liste des auteurs).